# Sam Mattis
Samuel Harrison Mattis, detto Sam (New York, 19 marzo 1994), è un discobolo statunitense.

## Palmarès
| Anno | Manifestazione  | Sede     | Evento           | Risultato | Prestazione | Note                                     |
| ---- | --------------- | -------- | ---------------- | --------- | ----------- | ---------------------------------------- |
| 2019 | Mondiali        | Doha     | Lancio del disco | 11º       | 63,42 m     |                                          |
| 2021 | Giochi olimpici | Tokyo    | Lancio del disco | 8º        | 63,88 m     | Miglior prestazione personale stagionale |
| 2022 | Mondiali        | Eugene   | Lancio del disco | 11º       | 63,19 m     |                                          |
| 2023 | Mondiali        | Budapest | Lancio del disco | 15º (q)   | 63,43 m     |                                          |
| 2024 | Giochi olimpici | Parigi   | Lancio del disco | 14º (q)   | 62,66 m     |                                          |